# Tree Mountain
Tree Mountain, eller Tree Mountain - A Living Time Capsule (finska: Puuvuori) är ett jordkonstverk och miljökonstverk i form av en tallskog, som planterats på en konstgjord kulle i ett sandtag i Ylöjärvi i Birkaland i Finland, skapat av den ungersk-amerikanska konstnären Agnes Denes och invigt 1996. Platsen är en tidigare sandtäkt, som exploaterats av byggnadsmaterialföretaget Rudus Oy och konstverket är ett led i att återställa täkten. 
Den ideella lokala konstgruppen Strata var initiativtagare till projektet, som tog sin början 1982. Puuvuori anlades av staden Ylöjärvi och Rudus Oy. Uppemot 11 000 tallplantor har satts ut av bland annat lokala ungdomsgrupper och studenter på en konstgjord ellipsformad kulle med konformad topp, som är 420 meter lång, 270 meter bred och 38 meter hög. De har planterats i ett slags spiralformat mönster, som Agnes Denes konstruerat.
Jordkonstverket utannonserades som ett bidrag från Finland för att minska ekologiskt tryck på Förenta nationernas konferens om miljö och utveckling 1992 i Rio de Janeiro.

## Bildgalleri

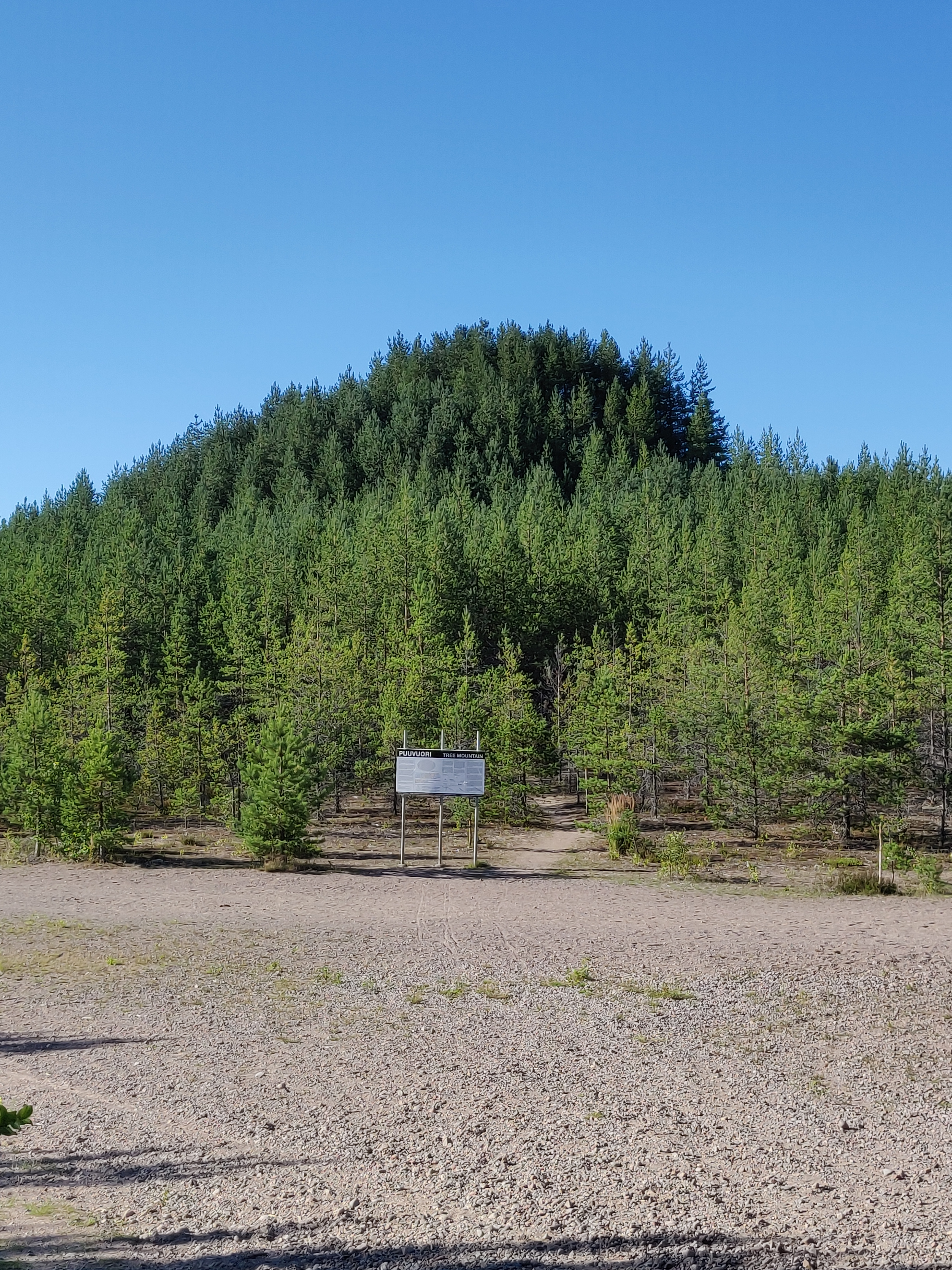
Puuvuori, 2020
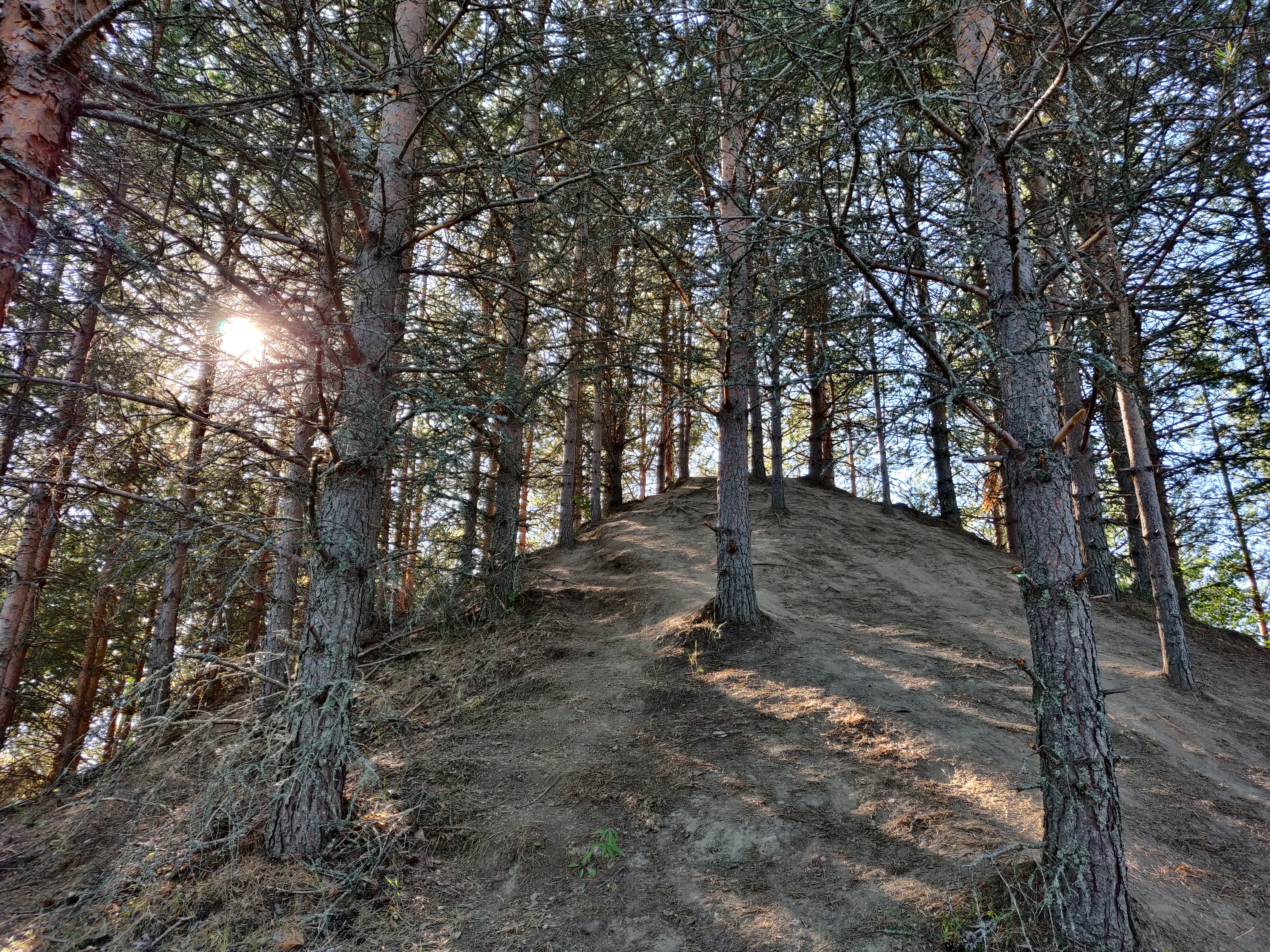
Puuvuori, 2020
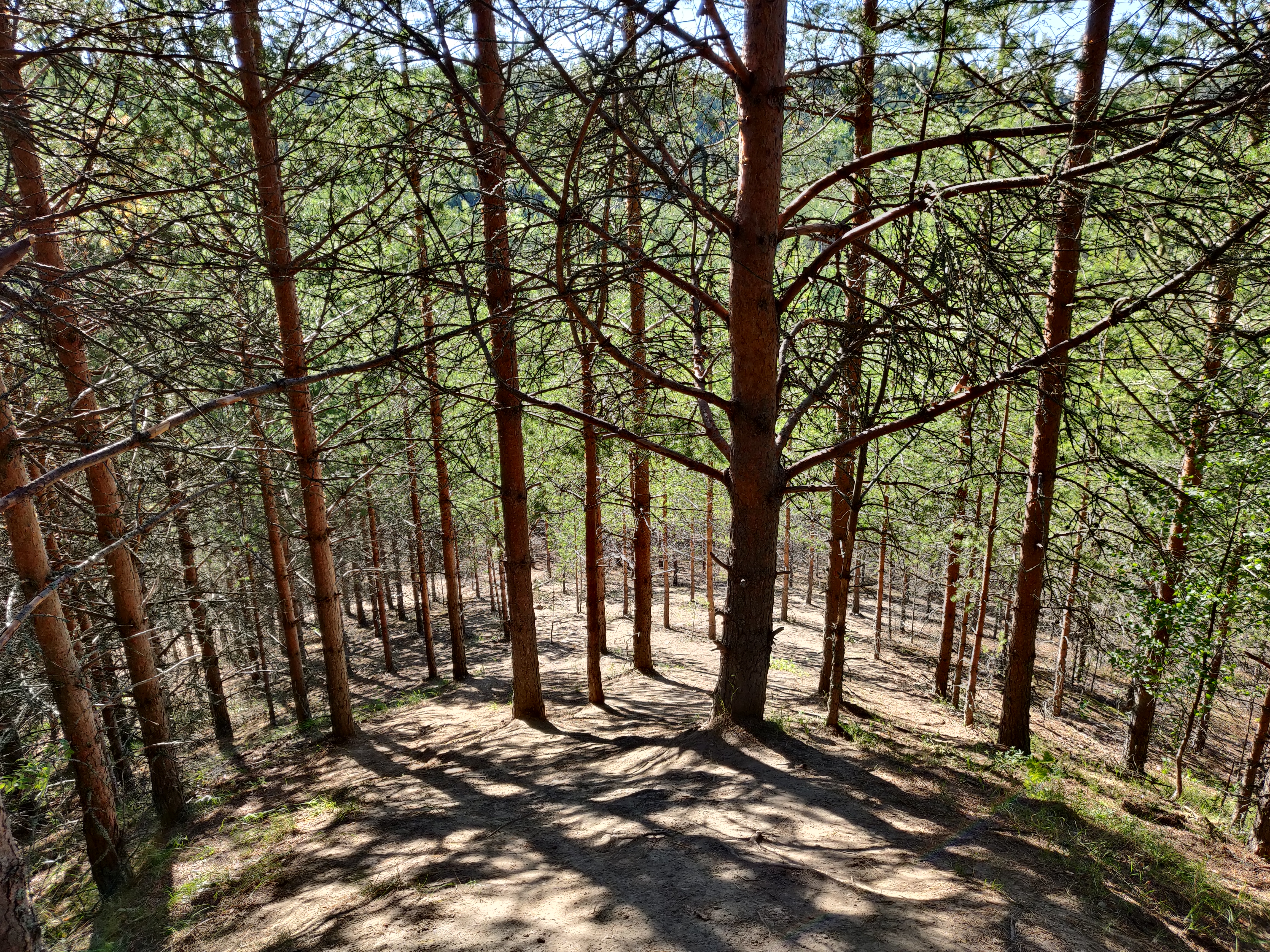
Puuvuori, 2020